# Andrea La Mantia
Andrea La Mantia (Marino, 6 maggio 1991) è un calciatore italiano, attaccante svincolato.

## Biografia
Nato a Marino da padre di Palermo e madre di Rocca di Papa.

## Caratteristiche tecniche
Rende al meglio nel ruolo di punta centrale. Molto forte fisicamente, è abile nel gioco aereo e partecipa alla costruzione dell'azione nella manovra corale.

## Carriera

### Club

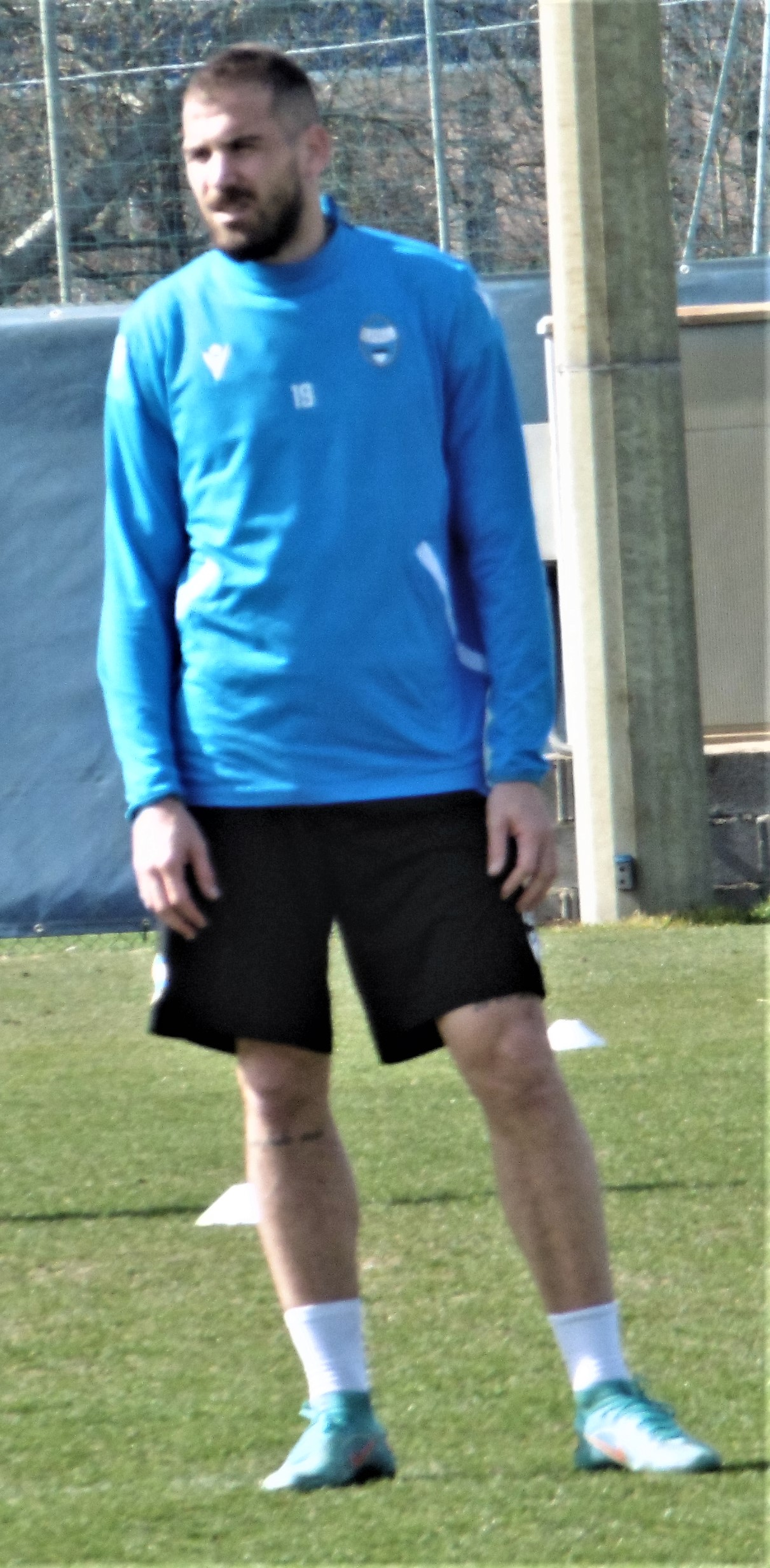
La Mantia in un allenamento della Spal nel 2023

#### Gli inizi al Frosinone e il prestito alla Flaminia
Cresce calcisticamente nelle giovanili del Frosinone, nella stagione 2008-2009 passa in prestito in Serie D nella società viterbese della Flaminia Calcio, con cui realizza 3 reti in 12 gare. Tornato dal prestito fa il suo debutto in prima squadra con il Frosinone il 28 novembre 2009 facendo il suo esordio da professionista in Serie B a 18 anni e sei mesi nella partita interna giocata contro l'AlbinoLeffe entrando al 61º al posto di Caetano Calil.

#### Prestiti al Foligno, Andria, Barletta e San Marino
Nell'agosto 2010 passa in prestito al Foligno, in Prima Divisione. Nell'estate del 2011 torna al Frosinone, dove rimane fino al gennaio 2012. Durante il mercato invernale passa in prestito per sei mesi all'Andria, in Prima Divisione.
Il 31 agosto 2012 si accasa in prestito annuale con diritto di riscatto al Barletta, in Prima Divisione, per poi essere riscattato definitivamente nell'estate del 2013 dalla società biancorossa. Il 2 agosto 2014 viene girato in prestito al San Marino, sempre in Lega Pro.

#### Cosenza e Pro Vercelli
Rimasto svincolato, il 7 luglio 2015 firma un contratto annuale con opzione per il Cosenza, con cui disputa un'ottima annata in Lega Pro 2015-2016 giocando in campionato 24 partite e realizzando 13 reti..
Nel giugno 2016 è acquistato a titolo definitivo dalla Pro Vercelli, società di Serie B, facendo così ritorno dopo sette anni nella serie cadetta. Dopo un buon avvio con la squadra piemontese, si infortuna l'11 febbraio 2017 nella partita in trasferta contro lo Spezia, gara in cui gli viene diagnosticata una lesione al gemello della gamba destra che lo costringe a restare fuori dal campo per almeno due mesi.

#### Virtus Entella
Il 12 agosto 2017 viene ceduto definitivamente alla Virtus Entella per circa 800.000 euro. Segna la prima rete con la maglia dei liguri l'8 ottobre seguente, nella partita vinta 3-0 in casa contro il Brescia. La stagione si chiude con 42 presenze e 12 reti, compresi i play-out.

#### Lecce
Il 16 agosto 2018 passa a titolo definitivo al Lecce nell'ambito di uno scambio con Salvatore Caturano. Il 25 settembre successivo trova la propria prima rete con la maglia dei salentini nella vittoria per 0-3 in trasferta contro il Livorno. Conclude la stagione con 17 reti in Serie B, risultando il miglior realizzatore dei giallorossi, che ottengono la promozione in Serie A.
Il 26 agosto 2019, all'età di 28 anni, esordisce nella massima serie italiana, nella partita persa per 4-0 al Meazza contro l'Inter. Il 10 novembre seguente sigla la sua prima rete in Serie A, allo stadio Olimpico di Roma, in Lazio-Lecce 4-2. Il 30 novembre seguente realizza la rete del successo in trasferta contro la Fiorentina (0-1).

#### Empoli
L'11 gennaio 2020 viene ceduto all'Empoli in prestito con obbligo di riscatto. Il 27 luglio segna la sua prima rete con la maglia azzurra, in occasione della sconfitta casalinga con il Cosenza (1-5). Con i toscani segna 11 reti in Serie B nella stagione 2020-2021, contribuendo alla vittoria del campionato e alla promozione della squadra in Serie A, e 2 reti nella successiva stagione di Serie A.

#### SPAL e prestiti a Feralpisalò e Catanzaro
Il 19 luglio 2022 viene ceduto in prestito con obbligo di riscatto alla SPAL. Il 14 agosto, all'esordio in campionato con gli estensi, realizza un gol nella sconfitta interna contro la Reggina (1-3).
L'8 agosto 2023 viene ceduto in prestito con diritto di riscatto alla Feralpisalò. Il 30 settembre segna la sua prima rete, accorciando le distanze nella sconfitta interna contro lo Spezia (1-2).
Rientrato a Ferrara, dopo una sola presenza viene ceduto in prestito, il 30 agosto 2024, al Catanzaro. Il 6 ottobre segna la sua prima rete con i calabresi, firmando il gol del definitivo 2-2 casalingo contro il Modena.

## Statistiche

### Presenze e reti nei club
Statistiche aggiornate al 25 maggio 2025.
| Stagione            | Squadra             | Campionato          | Campionato | Campionato | Coppe nazionali | Coppe nazionali | Coppe nazionali | Coppe continentali | Coppe continentali | Coppe continentali | Altre coppe | Altre coppe | Altre coppe | Totale | Totale |
| Stagione            | Squadra             | Comp                | Pres       | Reti       | Comp            | Pres            | Reti            | Comp               | Pres               | Reti               | Comp        | Pres        | Reti        | Pres   | Reti   |
| ------------------- | ------------------- | ------------------- | ---------- | ---------- | --------------- | --------------- | --------------- | ------------------ | ------------------ | ------------------ | ----------- | ----------- | ----------- | ------ | ------ |
| 2008-2009           | Flaminia Calcio     | D                   | 12         | 3          | CI-D            | 0               | 0               | -                  | -                  | -                  | -           | -           | -           | 12     | 3      |
| 2009-2010           | Frosinone           | B                   | 4          | 0          | CI              | 0               | 0               | -                  | -                  | -                  | -           | -           | -           | 4      | 0      |
| ago. 2010           | Frosinone           | B                   | 0          | 0          | CI              | 1               | 0               | -                  | -                  | -                  | -           | -           | -           | 1      | 0      |
| set. 2010-2011      | Foligno             | 1D                  | 22+2       | 1+1        | CI+CI-LP        | 0+0             | 0               | -                  | -                  | -                  | -           | -           | -           | 24     | 2      |
| 2011-gen. 2012      | Frosinone           | 1D                  | 7          | 1          | CI+CI-LP        | 2+0             | 0               | -                  | -                  | -                  | -           | -           | -           | 9      | 1      |
| gen.-giu. 2012      | Fidelis Andria      | 1D                  | 7          | 2          | CI-LP           | 0               | 0               | -                  | -                  | -                  | -           | -           | -           | 7      | 2      |
| ago. 2012           | Frosinone           | 1D                  | 0          | 0          | CI+CI-LP        | 1+0             | 0               | -                  | -                  | -                  | -           | -           | -           | 1      | 0      |
| Totale Frosinone    | Totale Frosinone    | Totale Frosinone    | 11         | 1          |                 | 4               | 0               |                    | -                  | -                  |             | -           | -           | 15     | 1      |
| set. 2012-2013      | Barletta            | 1D                  | 26+2       | 5+1        | CI+CI-LP        | 0               | 0               | -                  | -                  | -                  | -           | -           | -           | 28     | 6      |
| 2013-2014           | Barletta            | 1D                  | 14         | 4          | CI-LP           | 0               | 0               | -                  | -                  | -                  | -           | -           | -           | 14     | 4      |
| Totale Barletta     | Totale Barletta     | Totale Barletta     | 40+2       | 9+1        |                 | 0               | 0               |                    | -                  | -                  |             | -           | -           | 42     | 10     |
| 2014-2015           | San Marino          | LP                  | 30         | 6          | CI-LP           | 2               | 0               | -                  | -                  | -                  | -           | -           | -           | 32     | 6      |
| 2015-2016           | Cosenza             | LP                  | 24         | 13         | CI+CI-LP        | 2+0             | 1+0             | -                  | -                  | -                  | -           | -           | -           | 26     | 14     |
| 2016-2017           | Pro Vercelli        | B                   | 25         | 9          | CI              | 2               | 1               | -                  | -                  | -                  | -           | -           | -           | 27     | 9      |
| ago. 2017           | Pro Vercelli        | B                   | 0          | 0          | CI              | 1               | 0               | -                  | -                  | -                  | -           | -           | -           | 1      | 0      |
| Totale Pro Vercelli | Totale Pro Vercelli | Totale Pro Vercelli | 25         | 9          |                 | 3               | 1               |                    | -                  | -                  |             | -           | -           | 28     | 10     |
| ago. 2017-2018      | Virtus Entella      | B                   | 40+2       | 12+0       | CI              | 0               | 0               | -                  | -                  | -                  | -           | -           | -           | 42     | 12     |
| 2018-2019           | Lecce               | B                   | 32         | 17         | CI              | 0               | 0               | -                  | -                  | -                  | -           | -           | -           | 32     | 17     |
| 2019-2020           | Lecce               | A                   | 12         | 2          | CI              | 1               | 0               | -                  | -                  | -                  | -           | -           | -           | 13     | 2      |
| Totale Lecce        | Totale Lecce        | Totale Lecce        | 44         | 19         |                 | 1               | 0               |                    | -                  | -                  |             | -           | -           | 45     | 19     |
| gen.-giu. 2020      | Empoli              | B                   | 12+1       | 2          | CI              | 0               | 0               | -                  | -                  | -                  | -           | -           | -           | 13     | 2      |
| 2020-2021           | Empoli              | B                   | 34         | 11         | CI              | 2               | 0               | -                  | -                  | -                  | -           | -           | -           | 36     | 11     |
| 2021-2022           | Empoli              | A                   | 18         | 2          | CI              | 1               | 1               | -                  | -                  | -                  | -           | -           | -           | 19     | 3      |
| Totale Empoli       | Totale Empoli       | Totale Empoli       | 64+1       | 15         |                 | 3               | 1               |                    | -                  | -                  |             | -           | -           | 68     | 16     |
| 2022-2023           | SPAL                | B                   | 34         | 5          | CI              | 1               | 0               | -                  | -                  | -                  | -           | -           | -           | 35     | 5      |
| 2023-2024           | Feralpisalò         | B                   | 37         | 8          | CI              | 1               | 0               | -                  | -                  | -                  | -           | -           | -           | 38     | 8      |
| ago. 2024           | SPAL                | C                   | 1          | 0          | CI-C            | 0               | 0               | -                  | -                  | -                  | -           | -           | -           | 1      | 0      |
| Totale SPAL         | Totale SPAL         | Totale SPAL         | 35         | 5          |                 | 1               | 0               |                    | -                  | -                  |             | -           | -           | 36     | 5      |
| ago. 2024-2025      | Catanzaro           | B                   | 14+2       | 1+0        | CI              | 0               | 0               | -                  | -                  | -                  | -           | -           | -           | 16     | 1      |
| Totale carriera     | Totale carriera     | Totale carriera     | 406+9      | 106        |                 | 17              | 3               |                    | -                  | -                  |             | -           | -           | 432    | 109    |

## Palmarès

### Club

#### Competizioni nazionali
- Campionato italiano di Serie B: 1

Empoli: 2020-2021